# Повеља Уједињених нација
Повеља Организације уједињених нација је међународни уговор којим је основана Организација уједињених нација.
Потписана је на Конференцији ОУН о међународним организацијама у Сан Франциску дана 26. јуна 1945. године од стране 50 првобитних земаља чланица. Ступила је на снагу 24. октобра 1945, пошто ју је ратификовало пет земаља оснивача — Република Кина, Француска, Савез Совјетских Социјалистичких Република, Уједињено Краљевство, и Сједињене Америчке Државе — и већина других потписница.
Као повеља представља конститутиван споразум, и све потписнице су обавезане на њене чланове. Поред тога, изричито се наглашава да Повеља обезвређује све друге споразумне обавезе.
Већина земаља у свету данас је ратификовало Повељу. Ватикан је стална земља посматрач и стога није пуна потписница Повеље.

## Структура документа
„Преамбула“ се бави стварним амандманима на Повељу.
Сама Повеља се састоји од преамбуле, навелико копирана од преамбуле на Устав Сједињених Америчких Држава, и низа чланова подељених по главама.
- Глава I описује сврху постојања ОУН, укључујући и важне одредбе за очување међународног мира и безбедности.
- Глава II дефинише критеријум за чланство у ОУН.
- Глава III—XV, већи део документа, описује органе и институције ОУН и њихов однос снага.
- Глава XVI и XVII описује споразуме за интегрисање ОУН са успостављеним међународним правом.
- Глава XVIII и XIX предвиђају амандмане и ратификацију саме Повеље.

Најзначајнија поглавља се баве давањем овлашћења органима ОУН:
- Глава VI описује овлашћења Савета безбедности да испита и посредује у размирицама;
- Глава VII описује овлашћење Савета безбедности да одобри економске, дипломатске, и војне санкције, као и коришћење оружаних снага, како би се решиле размирице;
- Глава IX и X описује овлашћења ОУН за економску и социјалну сарадњу, и Економски и социјални савет који надгледа ова овлашћења;
- Глава XII и XIII описује Старатељски савет, који надгледа процес деколонизације;
- Глава XIV и XV дефинише органе, Међународни суд правде и Секретаријат;